# オーステナジア帝国

オーステナジア帝国
Empire of Austenasia

国の標語：不明
国歌：神よ皇帝を護り給え

オーステナジア帝国（オーステナジアていこく、英語: Empire of Austenasia）はイギリス各地に領土が存在するミクロネーション国家。

## 国名
国名のオーステナジアは皇室の姓であるオースティン(Austen)から取られている。略称はAustenasia。駐日総代表部などではEOAと表記されることもある。日本語の表記はオーステナジア帝国、通称オーステナジア。

## 歴史

### 建国
第二次世界大戦が終了すると、シーランド公国やヘイ・オン・ワイなど、イギリス国内でミクロネーションが次々と誕生したが、オーステナジアの独立は2000年代に入ってからである。
2008年9月20日午前11時30分、ワライスの民家を領地として、イギリスからの独立を宣言した。初代皇帝テリー1世は全国民が参加する議会を開き、全会一致の元で君主として即位した。また、ジョナサン皇太子が首相に就任した。
独立後、英国議会議員に独立宣言文書が電子メールで送られたが、返答はなかった。議員に送られたものとは別のものになるが、10月にはゴードン・ブラウン元英国首相に、12月には英国内務省に独立宣言文書が送られた。
2009年2月、ジョナサン皇太子が個人所有していたグランクランノックの土地が帝国に讓渡され、2ヶ月後に皇太子ジョナサンの友人宅が「サウスキルタウン（現在のゼフィリア）」として帝国領に加わった。

### 内戦
2010年2月15日、テリー皇帝が退位した。 この時、皇太子であったジョナサンは継承を拒否したため、皇位継承権2位のエズモンド氏が2010年2月16日14時40分に、二代目皇帝エズモンド3世として即位した。
2010年3月7日、テリー前皇帝の娘であるキャロライン王妃が王座に上がることを支持していたサウスキルタウンのウィリアム将軍がオーステナジア内戦を起こした。戦争は5月24日に終了し、ラスキンロード条約によって、エズモンド側が勝利した。

### オルリウス統一戦争
エズモンド3世の退位を企てていたジョナサンは、帝国内の地域と手を組み、オルリウス統一戦争を起こした。
戦時中にエズモンド3世は、オーステナジア帝国を共産主義国家とすることを発表、帝国内は各地域ごとに共産派と君主派で意見が対立、そこに他国が介入するなど、オルリウス統一戦争は泥沼化していった。
最終的に統一戦争は、共産派のワライス市が君主派のウィルクスランド市に降伏して終了、ウィルクスランド公爵であったデカラン1世(後に2世、5世と名乗る)が即位し、国内をエズモンド3世と共同統治することで合意した。

### 二代皇帝共同統治
デカラン1世とエズモンド3世の共同統治は最初は成功していたものの、徐々にエズモンド3世の信頼が弱まり、3月31日には議会投票によってエズモンド3世が退位し、共同統治は終了した。
エズモンド3世退位から1週間後の4月9日、デカラン1世の同君連合国であり、ミゼット帝国の亡命政府であった「ミゼットネイションインエグザイル」がオーステナジアに併合された。ミゼットネイションインエグザイルは領土を持たない主権実体組織であったため、領地こそ得られなかったが、オーステナジア陸軍に5人の兵士が加入した。その後帝国は、ミゼット帝国の後継国であるとされるルシミア帝国の帝位を主張した。
2011年5月20日、ジョナサン氏は自由民主党所属の英国議会議員トム・ブレイクと接触し、「英国の帝国に対する姿勢」について会談を行った。その後ブレイク議員は、オーステナジア政府に変わって英国外務省に独立宣言文書を送った。オーステナジア外務省は現在、「オーステナジア帝国がイギリス国内で自治的に政治を行うこと」について、イギリス政府の代理人と協議を行っている。
2011年9月上旬、議会にて二つの憲法改正草案が提出され、憲法改正についての国民投票が行われた。国民投票は9月18日に行われ、「ワライスタイン憲法」と名付けられた改正草案が86%の支持を受けて可決され、二日後に発布された。新憲法によって、皇帝エズモンド3世は完全に退位し、法の下においてもデカラン1世が唯一の皇帝となった。
11月に、総選挙と地方選挙の実施が提案され、2011年12月23日に行われた。この時に、首相に再選したジョナサン皇太子が、キャロライン親王の摂政から外れた。2013年1月20日、デカラン1世は「一身上の都合」により皇帝を退位。ジョナサン皇太子が、皇帝ジョナサン1世として、帝位に就いた。

## ジョナサン1世の退位、アゲロス1世の即位
2024年4月30日に、ジョナサン1世は退位したい旨を表明。枢密院と上院での協議の結果、復帰を想定し摂政を設置する事が決まった。皇位継承者は、オースティン家のキャロライン王女が有力で選ばれると予想された。しかし、世襲制を取りやめた事により10年以上に渡る事実上のオースティン家及びジョナサン1世が当主のオースティン=ブギャナン家による統治は終焉し、実力主義に移行した事で不在となった。摂政には、ギリシャ出身のミクロネーションであるイムブラシア帝国皇帝でオーステナジア貴族の一員であったアゲロスが選ばれた。
9月29日にジョナサン1世は退位し、アゲロスがアゲロス1世として第5代オーステナジア皇帝に即位した。皇太子には、ゼナラックスのシロが選ばれた。
2025年6月2日に、首相のアンドリュー・マスグレイブ首相がアゲロス1世が2020年選挙法に違反したと主張した。Discordでエスティ公爵サンダー・コフと口論になった後に、マスグレイブは皇帝を退位させ、皇太子シロの即位を要求した。結果、ニューサウススコットランドの独立危機や前皇帝でスイートピーバレー公爵ジョナサンの仲介、元首相ジョン・ゴードンによるカルダリ占拠をもたらした。マスグレイブは、選挙結果の受け入れを拒否し正当性がないとし議会を解散した。しかし、解散は認められず不信任案が決議されマスグレイブは首相を解任された。解任後、新たにオーステナジアの正当性を持つと主張する対立政権であるであるオーステナジア連邦(Commonwealth of Austenasia)を6月4日に設立し、自身は護国卿、首相、摂政に就任した。

オーステナジア連邦
Commonwealth of Austenasia

国の標語：不明
国歌：神よ皇帝を護り給え

## 歴代皇帝一覧
- テリー1世（2008年9月20日～2010年2月15日）
- エズモンド3世（2010年2月16日～3月31日）
- デカラン1世（2010年5月24日～2013年1月20日）
- ジョナサン1世（2013年1月20日～2024年9月29日）
- アゲロス1世(2024年9月29日-)

## 国際関係
国際連合加盟国のいずれとも国交を有さず、ラドニアなどのいくつかのミクロネーションと国交を有するのみである。政府は、受け取ったメールの形式などを根拠に、イタリアとイギリスから暗黙の認識を受けていると主張している。
日本を含む世界35ヶ国に大使を任命し、そのうちパキスタン、スペイン、イギリス、アメリカおよびミクロネーションのウーベルシュタットに大使館を設置している。
日本においては、大使館に準ずる公的機関として群馬県に総代表部が設置され、日本語ニュースの配信などを行なっている。